# Happy Times
Happy Times ist eine Tragikomödie des chinesischen Regisseurs Zhang Yimou.

## Handlung
Der pensionierte Fabrikarbeiter Zhao möchte eine Ehefrau finden und buhlt um eine geldgierige, dicke Dame. Um sie davon zu überzeugen, dass er wohlhabend ist, braucht er 50.000 Yuan. Mit seinem Freund Li baut er einen ausgedienten Kleinbus zum "Happy Times Hotel" aus, ein Liebesnest für junge Paare, das die beiden stundenweise vermieten. Seiner Zukünftigen gegenüber gibt er sich prompt als Manager eines großen Hotels aus.
Diese lebt mit ihrem verwöhnten Sohn und der im wahren Sinne stiefmütterlich behandelten, blinden Tochter ihres geschiedenen Mannes, Wu Ying, zusammen. Da sie die blinde Stieftochter, die bei ihr ein Aschenputtel-Dasein führt, gerne loswäre, verlangt sie von Zhao, dem Mädchen einen Job in seinem Hotel zu verschaffen. Zhao nimmt sich des Mädchens an, doch als er mit ihr den Bus erreicht, sieht er gerade noch, wie dieser zum Schrottplatz abtransportiert wird.
In der Zwischenzeit hat die Stiefmutter Wus Sachen verkauft und ihr Zimmer ihrem Sohn überlassen. Sie besteht weiterhin darauf, das Mädchen solle bei Zhao im Hotel arbeiten, und schlägt vor, sie als Masseurin einzustellen. Da Zhao den Schein aufrechterhalten will, heckt er mit anderen pensionierten Freunden ein Täuschungsmanöver für das blinde Mädchen aus. In einer verlassenen Lagerhalle installieren sie eine Hotelattrappe mit Massagesalon. Zhaos Freunde geben sich als Kunden aus und bezahlen Wu großzügig mit seinem Geld. Wu ist glücklich und träumt davon, genug Geld zu verdienen, um zu ihrem Vater zu reisen und eine Augenoperation bezahlen zu können. Zhao schließt das Mädchen ins Herz, verkauft seinen Fernseher, um ihr ein buntes Sommerkleid zu kaufen, und erfindet Neuigkeiten von ihrem Vater. Als Zhaos Geld knapp und der Hotel-Schwindel aufzufliegen droht, beginnen die Freunde, Wu mit Falschgeld aus Reispapier zu entlohnen. Wu spielt weiter mit, obwohl sie den Betrug längst durchschaut hat, aber in der schönen Scheinwelt, die Zhao für sie erlügt, glücklich ist.
Zhao hingegen entschließt sich, der blinden Wu und seiner Verlobten endlich die Wahrheit zu sagen. Als er seine zukünftige Braut aufsucht, muss er feststellen, dass sie ihn betrogen und inzwischen einen wirklich reichen Mann geheiratet hat. 
Die letzten Filmszenen deuten das Ende der "glücklichen Zeiten" an: Der verletzte Zhao liegt im Krankenhaus, die blinde Wu irrt allein durch die Straßen der Großstadt.

## Hintergrund
Der Film beruht auf der Geschichte "Shifu, you'll do anything for a laugh" von Mo Yan.

## Auszeichnungen
- Der Film lief im Wettbewerb der Berlinale 2002 (außer Konkurrenz)
- Prädikat: besonders wertvoll